# Johann Leonhard Pfaff

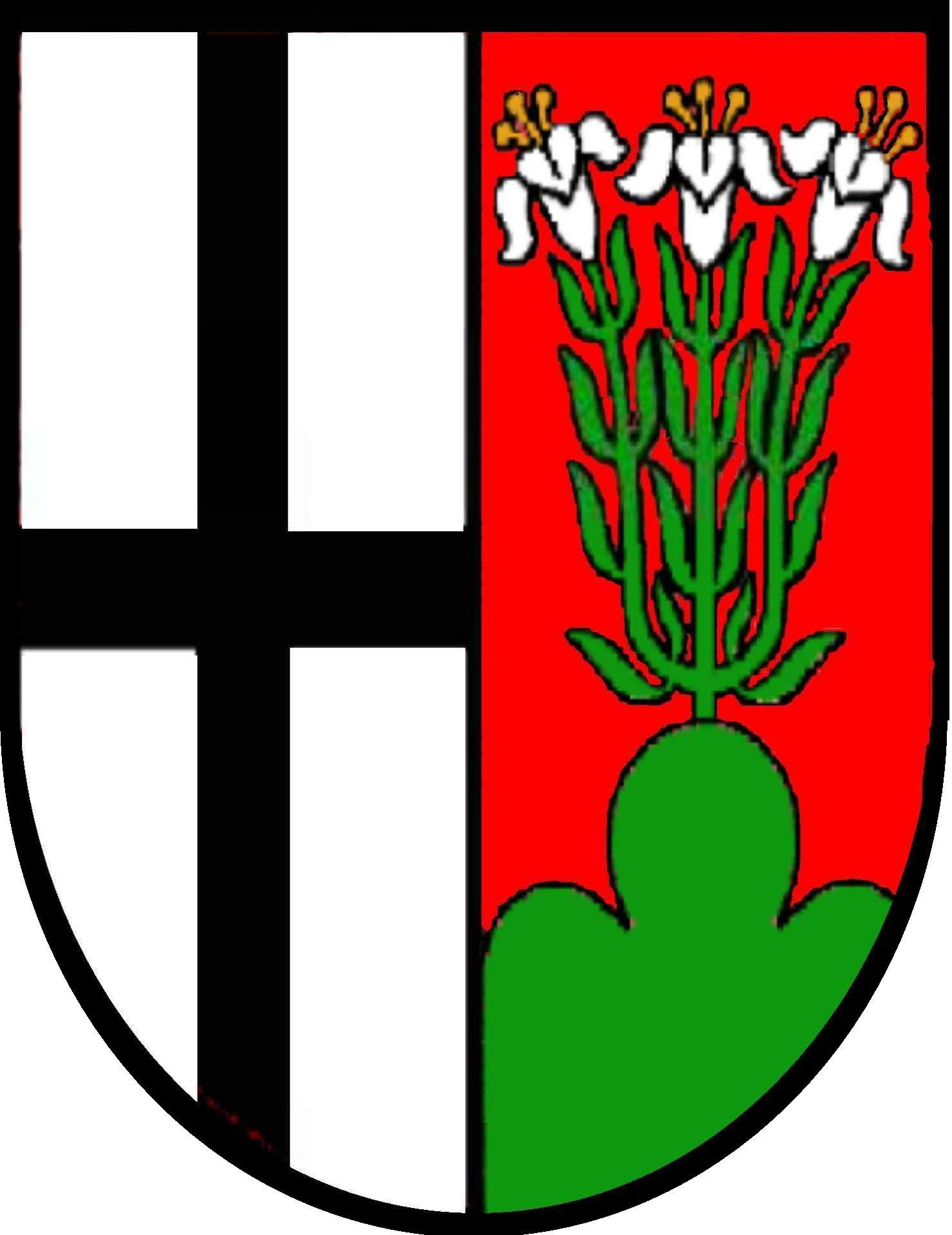
Wappen des Bischofs von Fulda 1831–1848

Johann Leonhard Pfaff (* 18. August 1775 in Hünfeld; † 3. Januar 1848 in Fulda) war Bischof von Fulda in den Jahren 1832 bis 1848. In seiner Amtszeit erneuerte er die Statuten für die Priesterausbildung in Fulda.

## Leben
Pfaffs Eltern waren Georg Pfaff, Bäckermeister und Ratsherr in Hünfeld, und dessen Ehefrau Barbara geb. Marschall.
Er studierte in Fulda und wurde dort 1793 zum Doktor der Philosophie promoviert. Am 23. September 1797 empfing er die Diakonenweihe und wurde in den Klerus des Bistums Fulda inkardiniert. Am 22. September 1798 empfing er die Priesterweihe, ebenfalls für das Bistum Fulda.
Er war zunächst Kaplan in Fulda und wurde 1802 Professor am dortigen Gymnasium. 1803 wurde er Hofkaplan und Geistlicher Rat des Fürstbischofs, 1804 Lehrer des Kirchenrechts und der Exegese an der theologischen Lehranstalt. Fürstabt Adalbert von Harstall ernannte ihn 1812 zum Oberschul- und Studienrat, die kurhessische Regierung 1816 zum Direktor des Lyzeums und Gymnasiums. Er stand in dem Verzeichnis von 14 Geistlichen, die 1823 von Rom aus für die fünf Bistümer der oberrheinischen Kirchenprovinz vorgeschlagen wurden, Bischof des neugegründeten Bistums Fulda wurde jedoch 1829 zunächst Johann Adam Rieger, Pfaff erhielt die zweite Domherrenstelle. Nachdem Bischof Rieger am 30. Juli 1831 gestorben war, wurde Johann Leonhard Pfaff am 15. November zu dessen Nachfolger gewählt, die Ernennung wurde am 24. Februar 1832 von Papst Gregor XVI. bestätigt. Am 2. September 1832 spendete ihm der Bischof von Würzburg, Adam Friedrich Groß zu Trockau die Bischofsweihe.
Mit der kurhessischen Regierung geriet Pfaff in der Frage der konfessionsverschiedenen Ehen mehrfach in Konflikt. 1837 weigerte er sich, einen darauf bezüglichen Erlass vom 21. April zurückzunehmen, und 1843 protestierte er gegen einen Gesetzentwurf. Mit Datum vom 30. Dezember 1838 übersandte er Großherzog Carl Friedrich von Sachsen-Weimar-Eisenach eine Vorstellung über eine von dem Weimarer Generalsuperintendenten Johann Friedrich Röhr am Reformationstag gehaltene Predigt. Im Jahr 1845 trat er gegen den Deutschkatholizismus auf, der in Marburg und Hanau Anhänger gefunden und dem sich zwei Geistliche seines Bistums angeschlossen hatten.
Johann Leonhard Pfaff galt als hervorragender Prediger, einige Gelegenheitsreden, die er als Bischof hielt, wurden gedruckt.

## Schriften
- Programme des Fuldaer Lyceums (in Latein):
  - De probitate morum cum literarum studiis conjungenda, prolusio. (1819) In: Mastiaux' Litteraturzeitung, 1820, Intelligenzblatt Nr. 4.
  - In memoriam J. B. Hillenbrand, Gymnasii Fuldensis quondam Rectoris. (1821) In: Mastiaux' Litteraturzeitung, 1821, Nr. 102–104.
- anonym: Die christliche Glaubens- und Sittenlehre in ihrem Zusammenhange und nach dem Sinne der katholischen Kirche kurz und gründlich dargestellt. Fulda 1820 und München 1821.
- Gedicht: Leben und Wirken des Winfried Bonifacius. 1835.
- Gedicht: Den neuen deutsch-katholischen Gemeinden und ihren Führern Czerski und Ronge. 1845.